# Archangelos
Archangelos of Archangelos Rodou (Grieks: Αρχάγγελος of Αρχάγγελος Ρόδου) is een deelgemeente (dimotiki enotita) van de fusiegemeente (dimos) Rhodos, in de Griekse bestuurlijke regio (periferia) Zuid-Egeïsche Eilanden.
Archangelos ligt aan de weg van Rodos (stad) naar Lindos. Het is weinig toeristisch en heeft weinig bezienswaardigheden. Aan de rand van Archangelos ligt de ruïne van een burcht op een heuvel. Vanaf hier is het dorp goed te overzien. Op de muren is nog met grote letters OXI (nee) geschreven, ten teken van opstand tegen de militaire dictatuur in de jaren 70.